# Dryopteris huberi
Dryopteris huberi är en träjonväxtart som först beskrevs av Christ, och fick sitt nu gällande namn av Carl Frederik Albert Christensen. Dryopteris huberi ingår i släktet Dryopteris och familjen Dryopteridaceae. Inga underarter finns listade.